# Mango Creek
Mango Creek es una ciudad del distrito de Stann Creek, en Belice. En el último censo realizado en el año 2000, su población era de 2.929 habitantes. 
A mediados de 2005, la población estimada de la ciudad era de 3500 habitantes.
- Datos: Q2688224
- Multimedia: Independence and Mango Creek / Q2688224